# Koloptera breviceps
Koloptera breviceps är en insektsart som beskrevs av Ronald Gordon Fennah 1965. Koloptera breviceps ingår i släktet Koloptera och familjen vedstritar. Inga underarter finns listade i Catalogue of Life.